# 原撫松

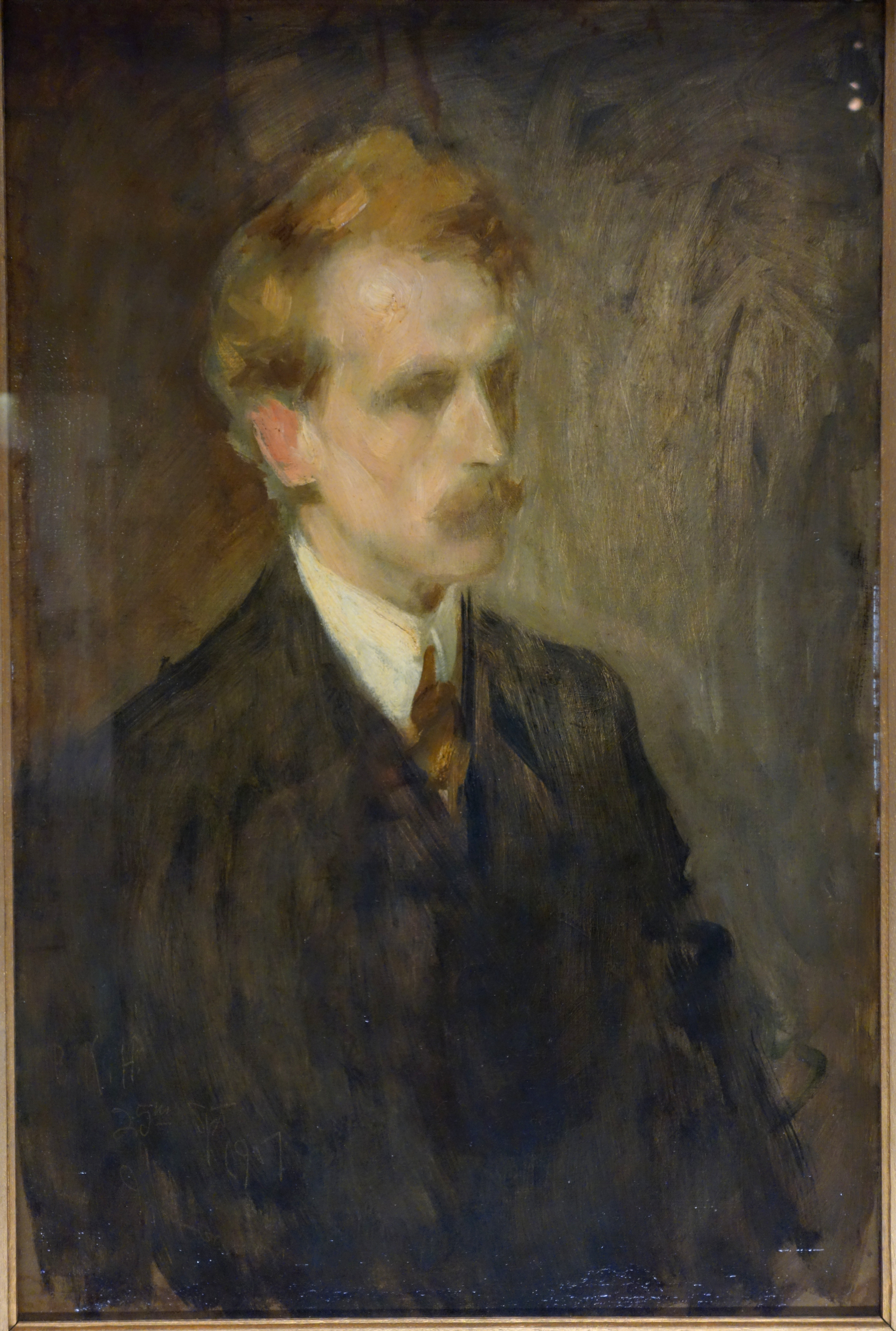
画家ヘンリーの像 1907年

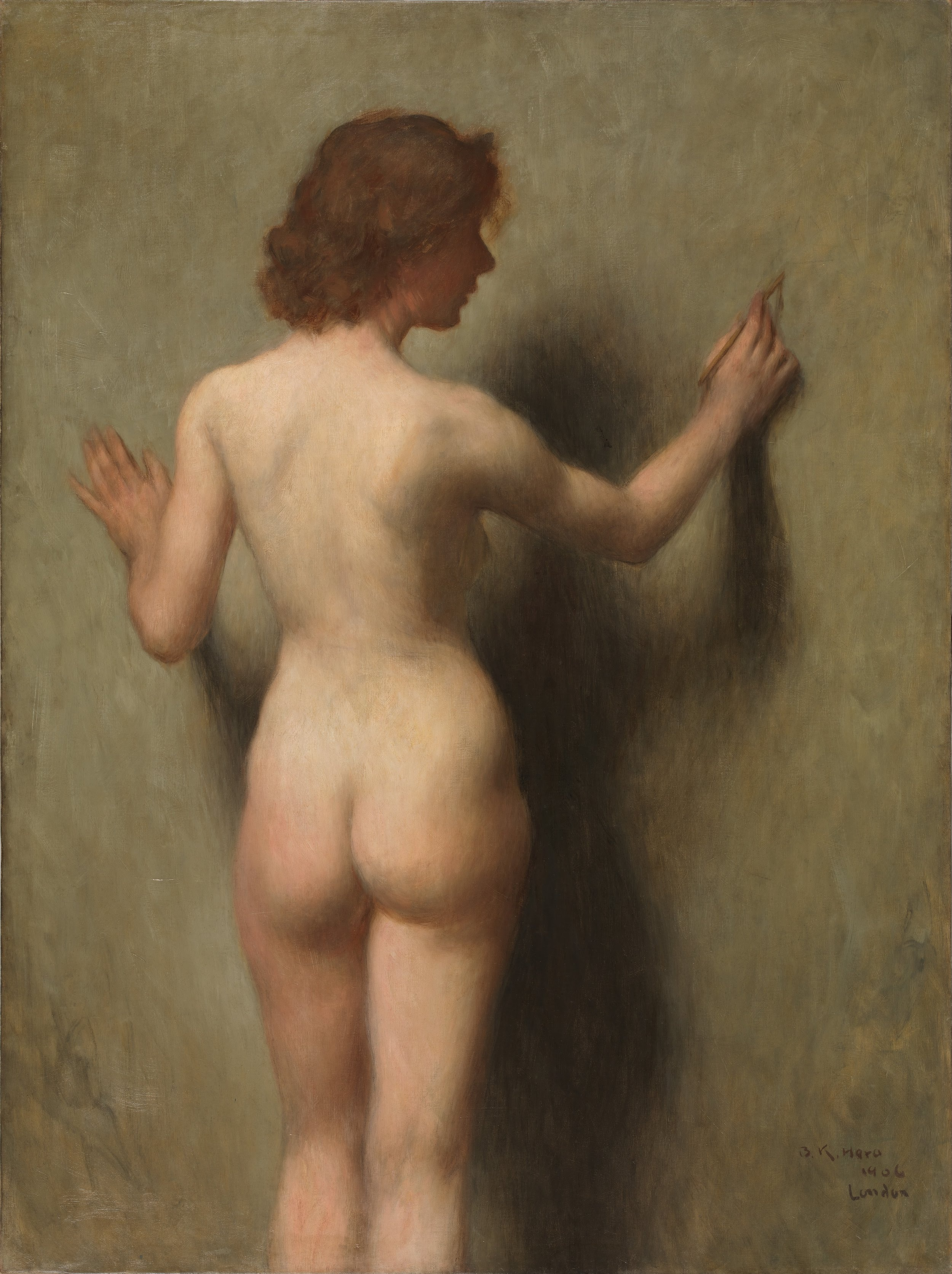
裸婦 1906年

原 撫松（はら ぶしょう、慶応2年1月27日（1866年3月13日） - 大正元年（1912年）10月27日）は、明治期の洋画家。今日、知名度は高いとはいえないが、明治期において本格的な油彩技法を修得した最も優れた画家の一人とされ、肖像画を得意とした。

## 略伝
岡山市出石村で、岡山藩士原金兵衛久則の長男として生まれる。幼名は熊之介、のち改め熊三郎、1883年（明治16年）からは熊太郎を名乗る。父・久則は岡山藩の御融通方に勤務し、後に第二十二国立銀行創設に加わった。1879年（明治12年）化成小学校卒業後は進学せず、当時岡山にいた洋画家多賀清光と平野雄也に就いて、主に水彩画を習う。1881年（明治14年）3月に京都府画学校に入学し、小山三造、田村宗立に洋画を学ぶ。翌年、父の事業が失敗し一家は破産するが、田村や校長の田能村直入の計らいで授業料免除となり、府立測候所備品の製図描きや肖像画制作などのアルバイトで生計を立てた。1884年（明治17年）同校を優等第１位で卒業後、京都府宮津中学校ついで滋賀県師範学校の図画教員となる。1887年（明治20年）頃、画業に専念するため岡山に戻り、独学で主に肖像画を描きながら研鑽を積んだ。またこの頃、日蓮宗不受不施派の僧・杜岳日允に接し、精神面で強い影響を受ける。日允は毎夜撫松を訪ねて教えを説き、それにより撫松は名利私欲を一切捨て一生を美神に捧げることを誓ったという。
1896年（明治29年）帝国鉱山局長・伊藤弥次郎と知り合い、その勧めもあって上京。「撫松」の号は、この頃伊藤より贈られた。伊藤らを介して、伊藤博文、西園寺公望、北里柴三郎ら各界名士の肖像画を描く。特に森村市左衛門とは、画家と顧客の関係を超えた親密な交わりを結んだ。1904年（明治37年）7月から3年間イギリスに留学、ロンドン・ナショナル・ギャラリーに木・金曜日の週2回、ケンジントン・ミュージアム（現在のヴィクトリア&アルバート博物館）に週1回（水曜）通い、当時多くいたという模写指導の専門家から助言を受けながら、本格的な油彩技法を修めた。短期間のうちに伝統的な油彩技法を修得したことで、英国美術批評界の泰斗マリオン・スピールマンに絶賛された。
1907年（明治40年）11月に帰国。翌年赤坂離宮壁画制作の依頼を受けたが、帰国後は病気がちで、自身の制作に不可欠だったフレーク・ホワイト（シルバー・ホワイト（鉛白）の一種）が湿潤な日本では変色の危険があるという疑念（実際には杞憂である）からスランプに陥り、遂に完成することはなかった。大正元年10月27日胃がんにより死去。47歳。
伝統的な西洋画技法を習得したことによる堅牢なマティエールや、時に10層にも及ぶ絵の具層から生まれる繊細微妙なニュアンス、メリハリの効いた筆さばきによって典雅な風格がある。画壇から離れて活躍したことや、出所が割れやすい肖像画を主にしたことがあり、作品が美術市場出ることは稀で作品を収蔵する美術館も限られており、高い画力に比べて作品を鑑賞する機会は少ない。

## 代表作
| 作品名               | 年代               | 技法               | 寸法（縦x横cm） | 所有者                             | 備考                                                                            |
| -------------------- | ------------------ | ------------------ | --------------- | ---------------------------------- | ------------------------------------------------------------------------------- |
| 岡山藩主池田慶政像   | 1891年（明治24年） |                    | 27.4x21.7       | 東京国立博物館                     |                                                                                 |
| 坂田快太郎博士像     | 1891年（明治24年） | 油彩・キャンヴァス |                 | 岡山大学医学部（岡山県立美術館寄託 |                                                                                 |
| 横山孫一郎・勇子像   | 1899年（明治32年） | 油彩・カンヴァス   |                 | 郡山市立美術館                     | 2点                                                                             |
| 森村市左衛門像       | 1902年（明治35年） | 油彩・キャンヴァス |                 | ノリタケカンパニーリミテド         |                                                                                 |
| 西村茂樹像           | 1902年（明治35年） | 油彩・キャンヴァス |                 | 日本弘道会                         |                                                                                 |
| 野崎武吉郎像         | 1904年（明治37年） | 油彩・キャンヴァス | 66.0x99.0       | 財団法人竜王会館                   | 背景には尾形光琳筆「紅白梅図屏風」（MOA美術館蔵）とよく似た屏風が描かれている。 |
| 肖像（伝奥宗之進）   | 1906年（明治39年） | 油彩・キャンヴァス | 55.6x45.4       | 倉敷市立美術館                     |                                                                                 |
| 老婦人               | 1906年（明治39年） | 油彩・キャンヴァス | 65.2x50.2       | 東京芸術大学大学美術館             |                                                                                 |
| 裸婦                 | 1906年（明治39年） | 油彩・キャンヴァス | 130.5x97.8      | 東京芸術大学大学美術館             |                                                                                 |
| ヴァイオリンを弾く男 | 1906年（明治39年） | 油彩・キャンヴァス | 98.9x83.6       | 東京芸術大学大学美術館             |                                                                                 |
| 横向婦人             | 1907年（明治40年） | 油彩・キャンヴァス | 53.3x40.5       | 東京芸術大学大学美術館             |                                                                                 |
| 影の自画像           | 1907年（明治40年） | 油彩・キャンヴァス | 60.0x50.0       | 東京国立博物館                     |                                                                                 |
| 画家ヘンリー         | 1907年（明治40年） | 油彩・キャンヴァス | 75.5x51.5       | 東京国立博物館                     |                                                                                 |
| 老人                 | 1907年（明治40年） | 油彩・キャンヴァス |                 | 東京国立博物館                     |                                                                                 |
| モンタギュ夫人像     | 1907年（明治40年） | 油彩・キャンヴァス |                 | 東京国立博物館                     |                                                                                 |
| 成瀬仁蔵像           | 1911年（明治44年） | 油彩・キャンヴァス |                 | 日本女子大学成瀬記念館             |                                                                                 |